# 阿穆 (岸裡社)
阿穆，又作阿穆·大眉、阿莫、阿睦，是臺灣巴宰族（屬平埔族群）岸裡社的土官，於康熙五十四年十一月初一日（1715年11月26日）受封為岸裡九社首任總土官。張達京為其女婿，潘敦仔為其孫，潘士興為其曾孫，其中潘敦仔是岸裡九社第三任總土官，而張達京與潘敦仔二人均曾任岸裡九社通事。

## 生平
康熙三十八年（1699年），阿穆帶領岸裡社協助清政府平定吞霄社事變。岸裡社由此成為臺灣中部甚至全臺灣最有力量的平埔族群，而阿穆亦因此被時任福建省臺灣府諸羅縣知縣周鍾瑄於康熙五十四年十一月初一日（1715年11月26日）封為岸裡九社首任總土官。翌年，阿穆向清政府請求開墾貓霧捒之野，範圍“東至山，西及沙轆，北界大甲溪，南達大姑婆”，時任福建省臺灣府諸羅縣知縣周鍾瑄予以允許，歷史學家連橫於《臺灣通史》中形容此事“是為開闢臺中之始”。阿穆在請求開墾的文書中自稱“穆等原屬化外……原居深山窮榖”，可見岸裡社在成為熟番前原居於山中。

## 家族
張達京是阿穆的女婿。18世紀初，岸裡社人遭遇瘟疫，社人因張達京以草藥為其治病而相繼與之結親，張達京的其中一個妻子就是阿穆的女兒，故張達京又有別稱“番駙馬”。張達京於雍正三年（1725年）因熟知臺灣原住民情況、通曉臺灣原住民語言與有招撫臺灣原住民之功而受封為首任岸裡社通事。
潘敦仔是阿穆的孫子。潘敦仔生於康熙四十四年（1705年），是岸裡九社第三任總土官，在雍正十年（1732年）因協助清政府平定大甲西社抗清事件而奉詔入京陛見，獲清世宗賞賜御衣，並賜號「大由仁」，後於乾隆二十三年（1758年）獲委任為岸裡社首任非漢人通事，卒於乾隆三十六年（1771年）。潘士興是潘敦仔的次子，故為阿穆的曾孫。潘士興在乾隆五十一年（1786年）以“番義首貢生”的身份與時任總通事潘明慈帶領岸裡社1195名“壯番”隨清军平定林爽文之亂。